# فرودگاه شیرورو
فرودگاه شیرورو (به انگلیسی: Shiroro Airstrip) یک فرودگاه همگانی است که یک باند فرود آسفالت دارد و طول باند آن ۱۲۷۱ متر است. این فرودگاه در کشور نیجریه قرار دارد و در ارتفاع ۳۹۸ متری از سطح دریا واقع شده است.